# 台北秋海棠
台北秋海棠（学名：Begonia × taipeiensis）为秋海棠科秋海棠属下的一个杂交种。

## 扩展阅读
- 維基物種上的相關：台北秋海棠